# Marcelo González Martín
Marcelo González Martín (ur. 16 stycznia 1918 w Villanubla w archidiecezji Valladolid, zm. 25 sierpnia 2004 w Fuentes de Nava) – hiszpański duchowny katolicki, kardynał.

## Życiorys
Ukończył seminarium w Valladolid, następnie studiował na Uniwersytecie Pontyfikalnym w Comillas. Przyjął święcenia kapłańskie 29 czerwca 1941 w Comillas. Pracował w archidiecezji Valladolid i innych diecezjach hiszpańskich jako duszpasterz, był także wykładowcą kilku uczelni (seminarium w Valladolid, uniwersytet w Valladolid); działał w organizacjach dobroczynnych oraz Akcji Katolickiej. 24 marca 1960 został obdarzony godnością papieskiego prałata domowego.
31 grudnia 1960 mianowany przez papieża Jana XXIII biskupem diecezji Astorga, przyjął święcenia biskupie 5 marca 1961. Uczestniczył w obradach soboru watykańskiego II (1962–1965), później również w sesjach Światowego Synodu Biskupów w Watykanie. W lutym 1966 został podniesiony do godności arcybiskupa, ze stolicą tytularną Casae Medianae oraz godnością koadiutora arcybiskupa Barcelony; od 7 stycznia 1967 arcybiskup Barcelony. 3 grudnia 1971 został przeniesiony na stolicę arcybiskupią i prymasowską Toledo, a 5 marca 1973 papież Paweł VI mianował go kardynałem; otrzymał tytuł kardynała-prezbitera S. Augustini.
Jako kardynał uczestniczył w I sesji plenarnej Kolegium Kardynalskiego w Watykanie (w listopadzie 1979), a wcześniej w obu konklawe w 1978; Jan Paweł II dwukrotnie powierzał mu misję specjalnego wysłannika na rocznicowe uroczystości religijne w Valladolid.
Po osiągnięciu wieku emerytalnego złożył rezygnację z dalszego pełnienia funkcji arcybiskupa Toledo i prymasa Hiszpanii w czerwcu 1995; w styczniu 1998, wraz z osiągnięciem 80. roku życia, utracił także czynne prawo udziału w konklawe.